# Aglaoschema dulce
Aglaoschema dulce är en skalbaggsart som först beskrevs av Dilma Solange Napp och Martins 1988.  Aglaoschema dulce ingår i släktet Aglaoschema och familjen långhorningar. Inga underarter finns listade i Catalogue of Life.